# Équipe de république démocratique du Congo masculine de handball
Dernière mise à jour : 26 janvier 2024.
L'équipe de la République démocratique du Congo masculine de handball est constituée d'une sélection de joueurs congolais sous l'égide de la Fédération de handball de la République démocratique du Congo (FEHAND).  
L'équipe nationale s'est pour la première fois qualifiée pour un Championnat du monde à l'occasion du Mondial 2021. Elle a participé par contre à diverses éditions du Championnat d'Afrique des nations avec comme meilleur classement une 4e place en 1992 et 2010.

## Parcours en compétition internationales
Jeux olympiques
- aucune participation

Championnat du monde
- 1970 à 2019 : non qualifié
- 2021 : 28e place (sur 32)
- 2023 : non qualifié

Championnat d'Afrique des nations
- 1974  à 1991 :  non qualifié
- 1992 : 4e place
- 1994 à 1998 : non qualifié
- 2000 : 7e place
- 2002 : 8e place
- 2004 : 8e place
- 2006 : 11e place
- 2008 : 5e place
- 2010 : 4e place
- 2012 : 8e place
- 2014 : 10e place
- 2016 : 7e place
- 2018 : 8e place
- 2020 : 7e place
- 2022 : 7e place
- 2024 : 6e place

Jeux africains
- 1965 à 1999 : non qualifié
- 2003 : 7e place
- 2007 : non qualifié
- 2015 : 9e place
- 2019 : 5e place
- 2023 :

## Effectif actuel

### Joueurs
- Frédéric Beauregard : depuis 2020
- Damien Kabengele : dans les années 2000
- Kévynn Nyokas : depuis 2022
- Olivier Nyokas : depuis 2022
- Aurélien Tchitombi : depuis 2013
- Audräy Tuzolana : de 2012 à ?

### Sélectionneur
- 1998-2012 :  Denis Tristant
- 2013-2016 :  Francis Tuzolana
- 2016-2018 :  Damien Kabengele
- 2018- :  Francis Tuzolana